# Kyle Waddell
Kyle Waddell (Bellshill, 15 de diciembre de 1993) es un deportista británico que compite por Escocia en curling.
Ganó dos medallas de oro en el Campeonato Mundial de Curling, en los años 2023 y 2025, y cinco medallas en el Campeonato Europeo de Curling entre los años 2017 y 2024.
Participó en los Juegos Olímpicos de Pyeongchang 2018, ocupando el quinto lugar en la prueba masculina.

## Palmarés internacional
| Representando a Escocia |                        |                   |        |
| Campeonato Mundial      |                        |                   |        |
| Año                     | Lugar                  | Medalla           | Prueba |
| 2023                    | Ottawa (Canadá)        | Medalla de oro    | Equipo |
| 2025                    | Moose Jaw (Canadá)     | Medalla de oro    | Equipo |
| Campeonato Europeo      |                        |                   |        |
| Año                     | Lugar                  | Medalla           | Prueba |
| 2017                    | San Galo (Suiza)       | Medalla de plata  | Equipo |
| 2019                    | Helsingborg (Suecia)   | Medalla de bronce | Equipo |
| 2022                    | Östersund (Suecia)     | Medalla de oro    | Equipo |
| 2023                    | Aberdeen (Reino Unido) | Medalla de oro    | Equipo |
| 2024                    | Lohja (Finlandia)      | Medalla de plata  | Equipo |